# Манчано
Манча́но (итал. Manciano) — коммуна в Италии, располагается в области Тоскана, в провинции Гроссето.
Население составляет 7105 человек (2021 г.), плотность населения составляет 19 чел./км². Занимает площадь 372 км². Почтовый индекс — 58014. Телефонный код — 0564.
Покровителем коммуны почитается святой Леонард Ноблакский, празднование 6 ноября.

## Демография
Динамика населения:

## Администрация коммуны
- Официальный сайт: http://www.comune.manciano.gr.it/